# 研發替代役
研發替代役（研發役）（英語：Research and Development Substitute Services）是中華民國兵役制度中替代役的一種，開始於2008年，以內政部役政署為主管機關。用來取代之前中華民國國防部辦理的國防役，目的則由原先國防役為了武力研發強化國家安全為主，研發役取代後除了原先武力研發外，更擴展至民間企業，以國內碩博士高知識份子為國內企業提升競爭力而帶動整體國家經濟。自2015年起實施產業訓儲替代役制度，合稱為「研發及產業訓儲替代役（英語：Research and Development and Technology Services）」。
2017年8月7日行政院核定內政部役政署提出「107至109年替代役類別及員額實施計畫」。

## 法源依據
- 《兵役法》
- 《替代役實施條例》

## 概要

### 實施範圍
以下為中華民國政府所認定的重點發展產業與研究單位：
- 電子工業：廣達電腦、緯創資通、英業達、群創光電、聯發科技、聯華電子、中強光電、欣興電子、中華映管、健鼎科技、力晶科技、台灣國際航電、康舒科技、奇景光電、世界先進積體電路、正文科技、昱晶能源科技、致茂電子、奕力科技、超豐電子、立達國際電子、同欣電子、京晨科技、聯景光電、宏達電、新世紀光電、大立光電、四零四科技、友達光電、研華股份、啟碁科技、台達電、宏碁、鴻海精密、普安科技、新日光能源科技、衡宇科技、威聯通科技、晶元光電、原相科技、叡揚資訊、崇越科技、華碩電腦、迎廣科技、訊連科技、慧榮科技、環鴻科技、瀚宇彩晶、凌華科技
- 半導體業：力成科技、日月光半導體、晨星半導體、瑞昱半導體、台積電、台灣恩智浦半導體
- 電訊服務業：中華電信數據分公司及中華電信研究院（自2015年起，將預計共招募60位研發替代役人員，徵選條件為碩士學歷，招募類別為電信研究類別名額各30人。）
- 綜合工業：東台精機、潤泰全球、佳能企業、永光儀器
- 網遊工業：鈊象電子、智捷科技
- 機械工業：樺欣機械、佰龍機械
- 研究單位：工業技術研究院、資訊工業策進會、金屬工業研究發展中心、國家中山科學研究院、中央研究院、勞動部勞動及職業安全衛生研究所

### 服役對象
- 尚未履行兵役義務的役男必須自行參加網上登記以進行甄選，且須具有包含碩士以上的同等學歷。
- 有下列情形之一者：
  - 國內常備役體位役男。
  - 海外留學生有履行兵役義務者。
  - 國內替代役體位役男。

### 甄選資格
尚未履行兵役義務役男具有下列條件，得申請參加研發役甄選：
- 具備國內各大學院校或經教育部查證認定之國外大學、獨立學院之研究所畢業，獲有碩士（含）以上學位者。
- 志願在政府認定重點發展產業，從事符合政策之研究發展工作者。

### 甄選方式
符合前項甄選資格之役男報名後，必須自行向用人公司應徵，收到錄取通知後才可與公司同步上行政院網站填選志願媒合成功。

此項與一般替代役有極大不同：政府不會幫役男找公司，役男必須靠自己能力。

### 服務期限
原則服務期限為3至3.5年（含入營基礎及專業訓練），共可區分三個階段。註：2008年的第1梯起即為3年 （1994年1月1日後出生之役男服役縮短為1.5年）。

### 第一階段受訓
- 受訓定義：入營接受軍事基礎訓練及用人單位專業訓練的受訓期間。
- 服役地點: 軍事基礎訓練單位（現為成功嶺新訓單位）、用人單位（專業訓練）
- 待遇: 比照二等兵薪俸每月6,070元，並於用人單位專業訓練時期發給主副食費、住宿津貼、交通津貼比照第二階段待遇，第一階段實發總金額9,438元，第62梯起實發總金額為12,758元，由內政部發放，免課徵綜合所得稅。
- 保險: 替代役役男團體保險、軍人健康保險（現實際由全民健康保險代理，僅名義上為軍保）。
  - 2008年的第1至4梯訓練4週，其中包含訓期間懇親假1天、休假2天，結訓後探親假3天。
  - 2009年的第5梯起減少為基礎訓練3週，包含中間休假2天、結訓後探親假3天，後至用人單位專業訓練。
  - 2013年的第31梯起減少為基礎訓練18天，訓練期間不休假，結訓後探親假縮短為2天，實際訓練為16天，調整放假4天後至用人單位專業訓練一周。
  - 2017年的第62梯起減少為基礎訓練14天，訓練期間不休假，結訓後探親假為2天，實際訓練為12天，調整放假2天後至用人單位專業訓練兩周。

### 第二階段下單位（與研究單位的媒合期）
- 定義: 指自分發用人單位之日起，至替代役體位應服役之日止
- 服役地點: 用人單位（研究單位、公司）
- 軍訓扣抵: 高中、大學有修滿足夠軍訓學分，或曾受大專召集者，可折抵第二階段役期。
- 保險: 替代役男團體保險、全民健保。
- 待遇: 依博士、碩士學歷分別比照義務役軍官、士官薪俸，另支付交通津貼與住宿津貼，由內政部發放，免課徵綜合所得稅。
- 申請使用研發替代役的用人單位，必須依照相關法令，在第二階段期間，向內政部繳納「研發替代役研究發展基金」。內政部則依此基金發給役男薪俸以及其他必要支出。

#### 研發替代役研究發展基金
| 時間        | 政府引介       | 用人單位必須繳給政府 | 每月免綜所稅待遇 | 比照                                     | 政府要的費用 | 政府要的介紹費比率 |
| ----------- | -------------- | -------------------- | ---------------- | ---------------------------------------- | ------------ | ------------------ |
| 2008年9月起 | 碩士研發替代役 | 新臺幣34,100元       | 18,735元         | 義務役士官薪俸，另支付交通津貼與住宿津貼 | TWD15,365    | 45%                |
| 2009年2月起 | 碩士研發替代役 | 新臺幣32,100元       | 19,735元         | 義務役士官薪俸，另支付交通津貼與住宿津貼 | TWD12,365    | 38.52%             |
| 2009年5月起 | 碩士研發替代役 | 新臺幣30,100元       | 19,735元         | 義務役士官薪俸，另支付交通津貼與住宿津貼 | TWD10,455    | 34.73%             |
| 2011年7月起 | 碩士研發替代役 | 新臺幣30,100元       | 20,075元         | 義務役士官薪俸，另支付交通津貼與住宿津貼 | TWD10,025    | 33.31%             |
| 2015年1月起 | 碩士研發替代役 | 新臺幣30,100元       | 23,259元         | 義務役士官薪俸，另支付交通津貼與住宿津貼 | TWD 6,841    | 22.73%             |
| 2015年7月起 | 碩士研發替代役 | 新臺幣33,000元       | 23,259元         | 義務役士官薪俸，另支付交通津貼與住宿津貼 | TWD 9,741    | 29.52%             |

| 時間        | 政府引介       | 用人單位必須繳給政府 | 每月免綜所稅待遇 | 比照                                     | 政府要的必要費用 | 政府要的介紹費比率 |
| ----------- | -------------- | -------------------- | ---------------- | ---------------------------------------- | ---------------- | ------------------ |
| 2008年9月起 | 博士研發替代役 | 新臺幣39,010元       | 23,645元         | 義務役軍官薪俸，另支付交通津貼與住宿津貼 | 新臺幣10,455元   | 30.66%             |
| 2009年2月起 | 博士研發替代役 | 新臺幣37,010元       | 24,645元         | 義務役軍官薪俸，另支付交通津貼與住宿津貼 | 新臺幣12,365元   | 33.41%             |
| 2009年5月起 | 博士研發替代役 | 新臺幣35,010元       | 24,645元         | 義務役軍官薪俸，另支付交通津貼與住宿津貼 | 新臺幣10,365元   | 29.61%             |
| 2011年7月起 | 博士研發替代役 | 新臺幣35,010元       | 25,130元         | 義務役軍官薪俸，另支付交通津貼與住宿津貼 | 新臺幣9,880元    | 28.22%             |
| 2015年1月起 | 博士研發替代役 | 新臺幣35,010元       | 28,314元         | 義務役軍官薪俸，另支付交通津貼與住宿津貼 | 新臺幣6,696元    | 19.13%             |
| 2015年7月起 | 博士研發替代役 | 新臺幣38,000元       | 28,314元         | 義務役軍官薪俸，另支付交通津貼與住宿津貼 | 新臺幣9,686元    | 25.49%             |

### 第三階段（回歸市場機制，但還是算服研發替代役期間）
- 定義: 指自服滿替代役體位應服役之日的隔日起，至所定役期期滿之日止
- 服役地點: 用人單位（研究單位、公司）
- 待遇: 回歸市場機制，領取各該用人單位相對職務規定之薪給，由用人單位自行發放，必須課徵綜合所得稅。
- 保險: 勞保、勞退、全民健保、補充保費（如果有的話）

## 與國防役的差異
由於原國防役制度為國防部以行政命令方式實施，且國防役役男身份均為軍官、士官，卻只要接受非常短期的軍訓，即成為後備軍人；被立法院批評缺乏法源。經修法《替代役實施條例》後，停止國防役制度，改為研發替代役，由內政部役政署辦理。

### 比較
| 項目             | 國防工業訓儲預備軍官預備士官（國防役）                                                  | 研發替代役 |
| ---------------- | --------------------------------------------------------------------------------------- | --- |
| 主管機關         | 國防部                                                                                  | 內政部 |
| 法源             | 《國防工業訓儲預備軍官預備士官甄選作業要點》 僅為行政命令無法源                         | 《替代役實施條例》 |
| 役期             | 6年（前期） 4年（後期）                                                                 | 3年（1993年12月31日以前出生） 1年6個月（1994年1月1日以後出生）                                                                                             |
| 申請條件         | 碩士以上學歷且具預備軍士官資格                                                          | 碩士以上以上學歷 |
| 服務階段         | - 預備軍士官教育期間：12週國軍預備軍士官基礎教育 - 服務期間：到服務單位任職日起6年或4年 | - 第一階段：3週（2009年起）或2週（2017年起）替代役軍事基礎訓練 - 第二階段：到服務單位任職日起至常備兵役役期期滿為止 - 第三階段：備兵役役期期滿後之剩餘役期 |
| 基本軍事訓練地點 | 新竹縣關西鎮關西營區                                                                    | 臺中市烏日區成功嶺替代役訓練班 |
| 軍訓役期折算     | 無                                                                                      | 比照一般替代役，可折抵第二階段日數 |
| 服務時薪資       | - 預備軍士官教育期間：依照國軍預備軍官預備士官之薪資 - 服務期間：依照服務公司薪資       | - 第一階段：替代役薪資 - 第二階段：碩士比照國軍預備士官薪資（免稅）、博士比照國軍預備軍官薪資（免稅） - 第三階段：依照服務公司薪資（應稅）                 |
| 保險             | - 預備軍士官教育期間：軍人保險 - 服務期間：勞工保險                                     | - 第一階段：替代役團體保險（目前須自行繳納國民年金） - 第二階段：替代役團體保險（目前須自行繳納國民年金） - 第三階段：勞工保險                             |
| 回役自由         | 役男可主動選擇回役                                                                      | 需達到法定可轉調條件才得申請轉調 |
| 回役軍種         | 依原抽之軍種入伍服役                                                                    | 經核定轉調之役男，於核定釋出起二個月內未能完成轉調者，廢止研發替代役資格，指定改服一般替代役                                                               |
| 回役折抵         | 只能抵扣軍事訓練的3個月                                                                 | 除3週可折抵外，第二、三階段累計服役滿1年者，可折抵1/4已服役期                                                                                              |
| 出境             | 軍事訓練後，已為後備軍人身分，出境不受限制 （規定要報備，但未報備實際上仍可出境）       | 役期內出國均需主管機關核准。 第三階段始准許以旅遊名義出境，每年一次為限，且每次不得超過八日。 出境總日數不可超過役期之1/2                                  |

## 執行實際面與爭議點

### 執行實際面
- 不能主動申請回役：研發替代役役男不能主動申請回役。用人單位需先達到符合法定允許轉調之要項後，由主管機關核定釋出後，才能轉服役至其他用人單位。若兩個月之內未能找到願意錄用的用人單位，才由主管機關廢止其研發替代役資格，指定改服一般替代役。釋出至重新服役期間，除不可規責於役男事項（如公司歇業等）外，不採計服役役期，之後補足應服役期。
- 出國條款：研發替代役役男三年內出境均受替代役役男出境管理辦法限制。但在第三階段後，可以用旅遊名義申請出境，每年一次為限，每次必須在7天以內，包含7天，而且需由用人單位（公司）向內政部役政署提出申請。另外，因各項事由，總出境期間不得超過第三階段役期的二分之一。

### 爭議

#### 補滿
由於第二階段役男收入僅在20,075元～25,130之間，此金額難以在台北市等地區租屋生活，相當程度減少役男服務意願。有些企業願意以獎金或其他方式「補滿」差額。
但此補滿卻充滿各種陷阱。如有些企業的補滿指的是役男第二階段實領薪資等同第三階段；也有企業的補滿是指公司實際支付等同第三階段的薪資，扣除繳付研發替代役研究發展基金後剩餘的部分支付給役男（即役男實領金額會較第三階段少約 30,100 - 19,735 = 10,365 元；2009年11月）。此文字陷阱常令人誤會，目前已有部份科技公司採取此類型補滿方式。
又，由於「補滿」遊走法令模糊空間，經常無正式書面約定，對役男並無保障。而用人單位（研究單位、公司）每個月必須支出研究發展費給內政部，部份公司會將這研究發展費從役男補滿之薪水扣除支付給內政部，而非公司自行支出，因此役男面試時應自行詳細詢問與確認補滿方式，免得事後若有所爭議，後果也只能自行負擔。如發生上述狀況，由於無正式書面約定，因此向用人單位（研究單位、公司）反應也難以補償，建議役男面試時錄音存證，以確保自身權利。此外部分企業會因不景氣等各種理由減少或不發放先前約定的獎金。

## 外部連結
- 研發替代役資訊管理系統
- https://web.archive.org/web/20141020225709/http://career.ntu.edu.tw/rdss/
- http://www.yes123.com.tw/admin/ams_area/index.asp （页面存档备份，存于）
- https://web.archive.org/web/20140704053652/http://www.ejob.gov.tw/special/mnd/main.aspx
- https://web.archive.org/web/20150107095819/http://careercenter.ncu.edu.tw/mndnew/
- http://career2.osa.ncku.edu.tw/gradjobs/sms/NewsAction.do （页面存档备份，存于）